# Astragalus fissuralis
Astragalus fissuralis là một loài thực vật có hoa trong họ Đậu. Loài này được F.N.Alex. miêu tả khoa học đầu tiên.